# Pjesnički susreti u Drenovcima
Pjesnički susreti u Drenovcima je hrvatska pjesnička manifestacija na kojoj nastupaju renomirani pjesnici, članovi Društva hrvatskih književnika iz Hrvatske i susjednih zemalja, ali za sudionike ima i mlade neafirmirane autore iz Slavonije.
Održava se od 1986. u organizaciji vinkovačkog ogranka tada Društva književnika Hrvatske. Održalo se 5 susreta u Vinkovcima, a potom je održavanja prekinula velikosrpska agresija na Hrvatsku.

Tri godine kasnije 1994. na inicijativu udruge građana "Duhovno hrašće " iz Drenovaca, Himze Nuhanović i Goran Pavlović direktora nakladničke tvrtke Hrašće i urednika istoimenoga časopisa, Susreti su ponovno zaživjeli. Društvo hrvatskih književnika, kao suorganizator, se suglasilo da se Pjesnički susreti premjeste u Drenovce, gdje se i danas održavaju. 
Organizatori ove manifestacije su uz DHK, Udruga za promicanje vjere i kulture "Duhovno hrašće", Vukovarsko-srijemska županija, Općina Drenovci i kao producent Općinska narodna knjižnica Drenovci.
Na ovim Susretima se laureatima uručuju sljedeće nagrade:
- povelja Visoka žuta žita (naziv je dobila po istoimenoj pjesmi Dragutina Tadijanovića) Društva hrvatskih književnika za sveukupni književni opus i trajni doprinos hrvatskoj književnosti
- statua Duhovno hrašće (od 1995.) za najbolju pjesničku zbirku autor iz Slavonije, koja je objavljena između dvaju Susreta
- nagrada za najbolji neobjavljeni pjesnički rukopis autor iz Slavonije koji nije stariji od 35 godina.

Pjesme svih dosadašnjih laureata, u povodu 20-te obljetnice održavanja Susreta, objavljene su 2009. u antologiji Drenovačka antologija hrvatskoga pjesništva, koju je uredio Goran Rem, a priredila Sanja Jukić.

## Dobitnici nagrada
- 1986.: 1. Susreti: 
  - nagrada Visoka žuta žita: Jure Kaštelan

- 1987.: 2. Susreti: 
  - nagrada Visoka žuta žita: Boro Pavlović

- 1988.: 3. Susreti: 
  - nagrada Visoka žuta žita: Mirko Jirsak

- 1989.: 4. Susreti: 
  - nagrada Visoka žuta žita: Miroslav S. Mađer

- 1990.: 5. Susreti: 
  - nagrada Visoka žuta žita: Dragutin Tadijanović

- 1994.: 6. Susreti: 
  - nagrada Visoka žuta žita: Vladimir Rem

- 1995.: 7. Susreti: 
  - nagrada Visoka žuta žita: Zlatko Tomičić
  - nagrada Duhovno hrašće: Željko Knežević

- 1996.: 8. Susreti: 
  - nagrada Visoka žuta žita: Matko Peić
  - nagrada Duhovno hrašće: Goran Rem

- 1997.: 9. Susreti:
  - nagrada Visoka žuta žita: Slavko Mihalić
  - nagrada Duhovno hrašće: Delimir Rešicki
  - nagrada za rukopisni prvijenac: Marijana Radmilović za rukopisnu zbirku Portreti nepoznatih žena

- 1998.: 10. Susreti
  - nagrada Visoka žuta žita: Nikola Kraljić
  - nagrada Duhovno hrašće: Miroslav Mićanović
  - nagrada za rukopisni prvijenac: Marinko Plazibat za rukopisnu zbirku Postelja od orahove sjene

- 1999.: 11. Susreti
  - nagrada Visoka žuta žita: Bogdan Mesinger
  - nagrada Duhovno hrašće: Tea Gikić
  - nagrada za rukopisni prvijenac: Ivana Šojat Carotte za rukopisnu zbirku  Hiperbole

- 2000.: 12. Susreti
  - nagrada Visoka žuta žita: Ivan Balentović
  - nagrada Duhovno hrašće: Lana Derkač
  - nagrada za rukopisni prvijenac: Jadranka Vuković za rukopisnu zbirku Rubljenje granica, tijela

- 2001.:

- 2002.: 13. Susreti, 10. lipnja 2002.
  - nagrada Visoka žuta žita: Vesna Parun
  - nagrada Duhovno hrašće: Zvonko Maković, za zbirku Veliki predjeli male sjene
  - nagrada za rukopisni prvijenac: Mira Kokanović za rukopisnu zbirku Njekad prije

- 2003.: 14. Susreti
  - nagrada Visoka žuta žita: Zvonimir Balog
  - nagrada Duhovno hrašće: Tvrtko Vuković
  - nagrada za rukopisni prvijenac: Sanja Najvirt, za rukopisnu zbirku Priče o krijumčarima snijega

- 2004.: 15. Susreti
  - nagrada Visoka žuta žita: Anđelko Novaković (postumno)
  - nagrada Duhovno hrašće: Romeo Mihaljević
  - nagrada za rukopisni prvijenac: Tihomir Dunđerović, za rukopisnu zbirku Psiho, ptice

Na manifestaciji su, pored nagrađenika, sudjelovali od pjesnika iz Hrvatske Pajo Kanižaj, Sanja Najvirt, Enes Kišević, Goran Rem, Davor Šalat, Sead Begović, Lana Derkač, a iz Srbije i Crne Gore su bili Jasna Melvinger i Petko Vojnić-Purčar te iz Mađarske Stjepan Blažetin
- 2005.: 16. Susreti: 
  - nagrada Visoka žuta žita: Branimir Bošnjak
  - nagrada Duhovno hrašće: Delimir Rešicki, za zbirku Aritmija
  - nagrada za rukopisni prvijenac: Franjo Nagulov, za rukopisnu zbirku dečko.žena:dečko?naranča

Sudionici su pored nagrađenika, bili Vesna Miculinić-Prešnjak, Miroslav Mićanović, Mirko Ćulić, Dinko Delić, Lana Derkač, Tihomir Dunđerović, Vesna Krmpotić, Davor Šalata i Silvija Šesto.
- 2006.: 17. Susreti, 8. – 9. lipnja 2006.: 
  - nagrada Visoka žuta žita: Jasna Melvinger
  - nagrada Duhovno hrašće: Željko Knežević, za zbirku Kopito trajnoga konja
  - nagrada za rukopisni prvijenac: nije dodijeljena

Povjerenstvo za nagrade su činili:

Stjepan Čuić, predsjednik DHK Zagreb

Marko Đidara, predsjednik Duhovnog hrašća

Ostali sudionici, pored nagrađenika su bili Franjo Nagulov, Mirko Ćurić, Tito Bilopavlović,  Božica Jelušić, Borben Vladović, Stanislav Marijanović,Franjo Bratić iz BiH, Goran Rem, Lana Derkač, Davor Šalat, Maja Gjerek-Lovreković, Silvija Šesto, zatim iz SiCG Petko Vojnić-Purčar (SCG) te iz Belgije Zdravko Luburić
- 2007.: 18. Susreti: 
  - nagrada Visoka žuta žita: Ante Stamać
  - nagrada Duhovno hrašće: Josip Cvenić
  - nagrada za rukopisni prvijenac: Marina Tomić za rukopisnu zbirku Nastavak zelen priče

- 2008.: 19. Susreti: 
  - nagrada Visoka žuta žita: Zvonko Maković
  - nagrada Duhovno hrašće: Tito Bilopavlović
  - nagrada za rukopisni prvijenac: nije dodijeljena

- 2009.: 20. Susreti, 21. – 24. svibnja 2009.: 
  - nagrada Visoka žuta žita: Ivan Golub
  - nagrada Duhovno hrašće: Miroslav S. Mađer, za zbirku Beskrajni kraj
  - nagrada za neobjavljeno djelo: Ivan Kunštić, za rukopisnu zbirku Kora

Povjerenstvo (Umjetnički odbor) za nagrade su činili:  

- Goran Pavlović, publicist i urednik časopisa Hrašće

- Josip Cvenić, tajnik osječkog Ogranka MH, višeg. urednik Književne revije

- Goran Rem, književnik i knjiž. znanstvenik s osječkog Filoz. fakulteta
- 2010.: 21. Susreti, 14. – 15. svibnja 2010.:
  - nagrada Visoka žuta žita: Marija Peakić-Mikuljan
  - nagrada Duhovno hrašće: Božica Zoko, za zbirku Zapisi iza greba
  - nagrada za rukopisni prvijenca: Jurica Vuco, za rukopisnu zbirku Precrtavanje

Povjerenstvo (Umjetnički odbor) za nagrade činili su:  

- Goran Pavlović, publicist i urednik časopisa Hrašće

- Josip Cvenić, tajnik osječkog Ogranka MH, višeg. urednik Književne revije

- Goran Rem, književnik i knjiž. znanstvenik s osječkog Filoz. fakulteta
Sudinici 21. Pjesničkih susreta bili su: Blaženka Brlošić, Mirko Ćurić, Nikola Đuretić, Mirko Hunjadi, Ivan Kunštić, Miroslav Mićanović, Franjo Nagulov, Marija Peakić-Mikuljan, Goran Rem, Robert Roklicer, Stjepan Tomaš, Jurica Vuco i Božica Zoko
- 2011.: 22. Susreti, 06. i 07 svibnja 2011.:
  - Povelja "Visoka žuta žita" : Slavko Jendričko
  - Priznaje "Duhovno hrašće" : Krešimir Bagić i Mirko Ćurić
  - nagrada za rukopisni prvijenca: Davor Ivakovac, za rukopisnu zbirku Rezanje magle

Povjerenstvo (Umjetnički odbor) za nagrade činili su:  

- Goran Pavlović, publicist i urednik časopisa Hrašće

- Josip Cvenić, tajnik osječkog Ogranka MH, višeg. urednik Književne revije

- Goran Rem, književnik i knjiž. znanstvenik s osječkog Filoz. fakulteta
Sudionici 22. Pjesničkih susreta bili su: Krešimir Bagić, Tomislav Marijan Bilosnić, Ljerka Car-Matutinović, Josip Cvenić, Branko Čegec, Mirko Ćurić, Franjo Džakula, Nikola Đuretić, Davor Ivankovac, Slavko Jendričko, Robert Roklicer, Stjepan Tomaš, Jurica Vuco i Božica Zoko.
- 2012. : 23. Susreti, 18. i 19. svibnja 2012.
  - Povelja "Visoka žuta žita" : Jakša Fiamengo
  - Priznanje "Duhovno hrašće" : Franjo Nagulov
  - nagrada za rukopisni prvijenac: Livija Reškovac za rukopisnu zbirku  I prije nego oči otvoriš.

Povjerenstvo (Umjetnički odbor) za nagrade činili su:  
- Goran Pavlović, publicist i urednik časopisa Hrašće
- Josip Cvenić, tajnik osječkog Ogranka MH, višeg. urednik Književne revije
- Goran Rem, književnik i knjiž. znanstvenik